# Miss Amérique latine

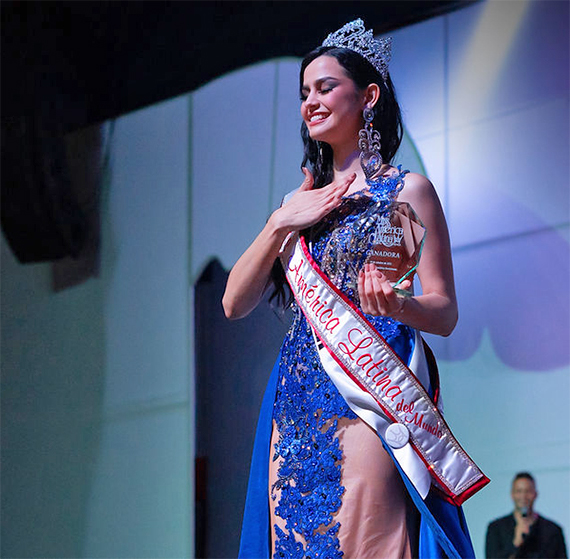
Lauréate édition 2021

Miss Amérique latine, connu sous d'autres noms tels que Miss América Latina, Miss América Latina del Mundo ou Miss Latin America of the World est un concours de beauté international organisé chaque année par l'organisation de Miss Amérique latine.
Contrairement à ce que laisse supposer son nom, ce concours n'est pas réservé aux seules ressortissantes des pays qui font partie de l'Amérique latine, mais aux candidates du monde entier pourvu qu'elles soient d'origine latino-américaine.

## Lauréates
| Année | Nom de la gagnante                                  | Nationalité            | Lieu(x)                                 |
| ----- | --------------------------------------------------- | ---------------------- | --------------------------------------- |
| 1981  | Lesley Quintanilla                                  | États-Unis             | Miami, Floride, États-Unis              |
| 1982  | Martha Álvarez                                      | États-Unis             | Miami, Floride, États-Unis              |
| 1983  | María Rosa                                          | Porto Rico             | Miami, Floride, États-Unis              |
| 1984  | Mirla Ochoa †                                       | Venezuela              | Miami Beach, Floride, États-Unis        |
| 1985  | Victoria Mauríz                                     | République dominicaine | Miami Beach, Floride, États-Unis        |
| 1986  | Lucia Collado                                       | République dominicaine | San José, Costa Rica                    |
| 1987  | Lorenia Burruel                                     | Mexique                | Santa Cruz de la Sierra, Bolivie        |
| 1988  | Pas de concours                                     |                        |                                         |
| 1989  | Suzanne Hannaux                                     | Salvador               | Hermosillo, Sonora, Mexique             |
| 1990  | Vanessa Holler                                      | Venezuela              | San Salvador, Salvador                  |
| 1991  | María Elena Bellido                                 | Pérou                  | Buenos Aires, Argentine                 |
| 1992  | Ana Sofía Pereira                                   | Nicaragua              | Guayaquil, Équateur                     |
| 1993  | María Fernanda Morales                              | Guatemala              | Guatemala City, Guatemala               |
| 1994  | Priscila Furlan                                     | Brésil                 | Guayaquil, Équateur                     |
| 1995  | Pas de concours                                     |                        |                                         |
| 1996  | Jeannette Chávez                                    | Costa Rica             | Lima, Pérou                             |
| 1997  | Pas de concours                                     |                        |                                         |
| 1998  | Aline Resende                                       | Brésil                 | Costa del Sol, Salvador                 |
| 1999  | Pas de concours                                     |                        |                                         |
| 2000  | Dania Prince                                        | Honduras               | Guatemala City, Guatemala               |
| 2001  | Grace Martins                                       | Brésil                 | Montelimar Beach, Managua, Nicaragua    |
| 2002  | Claudia Cruz                                        | République dominicaine | Bavaro, République dominicaine          |
| 2003  | Maria Carolina Casado                               | Venezuela              | Playa Tambor, Puntarenas, Costa Rica    |
| 2004  | Gamalis Fermín                                      | Porto Rico             | Cancún, Quintana Roo, Mexique           |
| 2005  | Mariela Candía Ramos                                | Paraguay               | Punta Cana, République dominicaine      |
| 2006  | Melissa Quesada                                     | États-Unis             | Riviera Maya, Quintana Roo, Mexique     |
| 2007  | Giannina Silva (détrônée) Heidy García (Successeur) | Uruguay Guatemala      | Riviera Maya, Quintana Roo, Mexique     |
| 2008  | Daniele Sampaio                                     | Italie                 | Punta Cana, République dominicaine      |
| 2009  | Johanna Solano                                      | Costa Rica             | Punta Cana, République dominicaine      |
| 2010  | Carolina Lemus                                      | Colombie               | Punta Cana, République dominicaine      |
| 2011  | Estefani Chalco                                     | Équateur               | Punta Cana, République dominicaine      |
| 2012  | Georgina Méndez                                     | Guatemala              | Playa del Carmen, Quintana Roo, Mexique |
| 2013  | Julia Guerra                                        | Brésil                 | Riviera Maya, Quintana Roo, Mexique     |
| 2014  | Nicole Pinto (détrônée) Yanire Ortiz (Successeur)   | Panama Espagne         | Punta Cana, République dominicaine      |
| 2015  | Karla Monje                                         | États-Unis             | Riviera Maya, Quintana Roo, Mexique     |
| 2016  | Laura Spoya                                         | Pérou                  | Riviera Maya, Quintana Roo, Mexique     |
| 2017  | Elicena Andrada                                     | Espagne                | Bahías de Huatulco, Oaxaca, Mexique     |
| 2018  | Nadine Verhulp                                      | Pays-Bas               | Punta Cana, République dominicaine      |
| 2019  | Nancy Gómez                                         | États-Unis             | Punta Cana, République dominicaine      |
| 2020  | Pas de concours                                     |                        |                                         |
| 2021  | Yosdany Navarro                                     | Venezuela              | Punta Cana, République dominicaine      |
| 2022  | María Fátima Gaspar                                 | Portugal               | Punta Cana, République dominicaine      |
| 2023  | Ana Paula Caudana                                   | Argentine              | Punta Cana, République dominicaine      |

## Nombres de gagnantes par pays
| Pays                   | Titres | Années                       |
| ---------------------- | ------ | ---------------------------- |
| États-Unis             | 5      | 1981, 1982, 2006, 2015, 2019 |
| Venezuela              | 4      | 1984, 1990, 2003, 2021       |
| Brésil                 | 4      | 1994, 1998, 2001, 2013       |
| Guatemala              | 3      | 1993, 2007, 2012             |
| République dominicaine | 3      | 1985, 1986, 2002             |
| Espagne                | 2      | 2014, 2017                   |
| Costa Rica             | 2      | 1996, 2009                   |
| Porto Rico             | 2      | 1983, 2004                   |
| Argentine              | 1      | 2023                         |
| Portugal               | 1      | 2022                         |
| Pays-Bas               | 1      | 2018                         |
| Pérou                  | 1      | 2016                         |
| Panama                 | 1      | 2014                         |
| Équateur               | 1      | 2011                         |
| Colombie               | 1      | 2010                         |
| Italie                 | 1      | 2008                         |
| Paraguay               | 1      | 2005                         |
| Honduras               | 1      | 2000                         |
| Nicaragua              | 1      | 1992                         |
| Pérou                  | 1      | 1991                         |
| Salvador               | 1      | 1989                         |
| Indonésie              | 1      | 1987                         |